# (4051) Hatanaka
(4051) Hatanaka (1978 VP) – planetoida z pasa głównego asteroid okrążająca Słońce w ciągu 4,66 lat w średniej odległości 2,79 j.a. Odkryta 1 listopada 1978.